# 海街diary
《海街日記》是吉田秋生所創作的日本漫畫作品。於《月刊flowers》2006年8月號至2018年8月號期間不定期連載。漫畫大獎2013、第61屆（2016年）小學館漫畫獎一般向部門得獎作品。
改編真人電影於2015年上映。2017年上演改編舞台劇。

## 劇情簡介
居住在神奈川縣镰仓市的三姊妹，某日收到一封訃聞，是那個已經15年沒見過面的爸爸，在因緣際會下姊妹三人跟同父異母的妹妹鈴碰面，在葬禮結束後要歸途的時候，在前往車站等候期間，姊妹三人便提議要不要跟她們一起住，鈴很爽快的答應了。

## 登場人物

### 香田家
香田幸
長女。於鎌倉市民醫院內科病房擔任護理師。故事開始時為29歲，短髮，個性剛毅嚴肅，與離開的母親長期不合。
香田佳乃
次女。故事開始時為22歲，於短大畢業後在當地的鎌倉八幡信用金庫工作的OL。長髮，愛喝酒，但男人運不好，容易被男人欺騙。
香田千佳
三女。於運動用品店「Sport Max」藤澤店工作，跟店長為戀人關係。故事開始時為19歲，曾經一度爆炸頭。
淺野鈴
本作主角。香田三姊妹同父異母的妹妹，他們稱呼為「四女」。故事開始時為13歲，生日為8月7日，與大姊同樣是短髮。生母已過世。在山形的時候開始加入足球運動，搬到鎌倉後亦加入足球社。

### 關聯人物
淺野（あさの）

幸，佳乃，千佳 的生父，為香田家的婿養子(入贅)。在女兒小時候就因外遇離開香田家搬到仙台，並生下鈴。鈴的生母過世後，淺野與鈴搬到山形在溫泉旅館工作，並與陽子再婚。最終因胃癌過世。
今井都（いまい みやこ）

幸，佳乃，千佳 的生母，在淺野離開之後2年，與再婚對象結婚並拋下女兒離開鎌倉。因此幸與母親的關係也相當差。
淺野季和子（あさの きわこ）

鈴的生母，舊姓「北川」。與淺野生下鈴之後因病過世。根據季和子的妹妹描述，北川家在金澤市為和服老店，在季和子與淺野結婚後，就決定與老家斷絕往來，因此連過世都沒人過去。
陽子（ようこ）

淺野在山形的再婚對象，因此與鈴沒有血緣關係，鈴通常稱呼陽子阿姨。陽子與在淺野結婚前就有2個兒子。在淺野過世後不到一年，陽子便與新的交往對象再婚，並搬到米澤。
飯田和樹（いいだ かずき）

陽子在之前的婚姻生下的小孩，故事開始時為小學2年級。與鈴沒有實際上的血緣關係，但鈴仍稱呼為弟弟。在陽子與再婚對象結婚後，因為不想離開朋友，便留在山形由親戚飯田叔伯照顧。
智樹（ともき）

陽子在之前的婚姻生下的小孩，年紀小和樹2歲，因年紀尚小，因此陽子再次結婚時隨陽子搬到米澤。
大船的姨婆(大船のおばちゃん)

為幸，佳乃，千佳的外婆的妹妹，在幸等人的外婆過世後仍經常與幸等人往來，因為住在鐮倉市大船町所以被稱呼為大船的姨婆。
北川十和子（きたがわ とわこ）
鈴的母親季和子的妹妹，年齡約35歲，只比幸長一點。北川家在金澤市為和服老店。因為十和子的母親(鈴的外婆)過世，十和子整理遺物時發現有一本特地幫鈴準備的存摺。因此輾轉聯絡上香田家，並親自將存摺交給鈴。

## 出版書籍
| 集數 | 日文副標題 | 中文副標題    | 講談社         | 講談社                  | 東立出版社    | 東立出版社             | 雅众文化   | 雅众文化               | 新经典文化 | 新经典文化             |
| 集數 | 日文副標題 | 中文副標題    | 發售日期       | ISBN                    | 發售日期      | ISBN                   | 發售日期   | ISBN                   | 發售日期   | ISBN                   |
| ---- | ---------- | ------------- | -------------- | ----------------------- | ------------- | ---------------------- | ---------- | ---------------------- | ---------- | ---------------------- |
| 1    |            | 蟬鳴暫歇時    | 2007年4月26日  | ISBN 978-4-09-167025-0  | 2008年5月23日 | ISBN 978-986-10-1140-0 | 2018年10月 | ISBN 978-7-5339-4790-3 | 2023年11月 | ISBN 978-7-5740-0522-8 |
| 2    |            | 白晝之月      | 2008年10月10日 | ISBN 978-4-09-167037-3  | 2009年4月8日  | ISBN 978-986-10-2735-7 | 2018年10月 | ISBN 978-7-5339-4790-3 | 2023年11月 | ISBN 978-7-5740-0522-8 |
| 3    |            | 向陽的斜坡道  | 2010年2月10日  | ISBN 978-4-09-167040-3  | 2010年6月24日 | ISBN 978-986-10-5310-3 | 2018年10月 | ISBN 978-7-5339-4790-3 | 2023年11月 | ISBN 978-7-5740-0522-8 |
| 4    |            | 無法歸去的2人 | 2011年8月10日  | ISBN 978-4-09-167048-9  | 2012年8月6日  | ISBN 978-986-10-8655-2 | 2018年10月 | ISBN 978-7-5339-4790-3 | 2023年11月 | ISBN 978-7-5740-0522-8 |
| 5    |            | 群青          | 2012年12月10日 | ISBN 978-4-09-167053-3  | 2014年3月13日 | ISBN 978-986-324-983-2 | 2018年10月 | ISBN 978-7-5339-4790-3 | 2023年11月 | ISBN 978-7-5740-0522-8 |
| 6    |            | 四月的相遇    | 2014年7月10日  | ISBN 978-4-09-16-7058-8 | 2015年9月11日 | ISBN 978-986-365-778-1 | 2018年10月 | ISBN 978-7-5339-4790-3 | 2023年11月 | ISBN 978-7-5740-0522-8 |
| 7    |            | 那一天的晴空  | 2016年1月8日   | ISBN 978-4-09-167073-1  | 2017年9月25日 | ISBN 978-986-462-901-5 | 2018年10月 | ISBN 978-7-5339-4790-3 | 2023年11月 | ISBN 978-7-5740-0522-8 |
| 8    |            | 愛情與參拜    | 2017年4月10日  | ISBN 978-4-09-167078-6  | 2019年5月13日 | ISBN 978-957-26-0999-6 |            |                        | 2023年11月 | ISBN 978-7-5740-0522-8 |
| 9    |            | 我出發了      | 2018年12月10日 | ISBN 978-4-09-167088-5  | 2021年1月8日  | ISBN 978-957-26-2576-7 |            |                        | 2023年11月 | ISBN 978-7-5740-0522-8 |

### 相關書籍
- ：本作舞台鎌倉的介紹書。

2008年10月8日發售、ISBN 978-4-09-179028-6
- ：本作出現料理的食譜書。

2015年5月8日發售、ISBN 978-4-09-167068-7

## 真人電影
改編同名真人電影於2015年6月13日上映，是枝裕和執導，主角四姊妹由綾瀨遙、長澤雅美、夏帆和廣瀨鈴飾演。

## 外部連結
- 官方網站 （页面存档备份，存于）（日語）